# Nguyễn Việt Khái (xã)
Nguyễn Việt Khái là một xã thuộc tỉnh Cà Mau, Việt Nam.

## Địa lý
Xã Nguyễn Việt Khái có vị trí địa lý:
- Phía đông giáp xã Cái Nước
- Phía tây giáp xã Cái Đôi Vàm và xã Phú Tân
- Phía nam giáp Đất Mới
- Phía bắc giáp xã Phú Mỹ.

Xã Nguyễn Việt Khái có diện tích 129,9 km², dân số năm 2024 là 37.307 người, mật độ dân số đạt 287 người/km².

## Lịch sử
Ngày 20 tháng 9 năm 1975, Bộ Chính trị ban hành Nghị quyết số 245-NQ/TW về việc hợp nhất tỉnh Bạc Liêu, tỉnh Cà Mau và 2 huyện An Biên, Vĩnh Thuận (ngoại trừ 2 xã Đông Yên và Tây Yên) của tỉnh Rạch Giá thành một tỉnh mới, tên gọi tỉnh mới cùng với nơi đặt tỉnh lỵ sẽ do địa phương đề nghị lên.
Ngày 20 tháng 12 năm 1975, Bộ Chính trị ban hành Nghị quyết số 19/NQ về việc hợp nhất tỉnh Bạc Liêu và tỉnh Cà Mau thành một tỉnh mới, tên gọi tỉnh mới cùng với nơi đặt tỉnh lỵ sẽ do địa phương đề nghị lên.
Ngày 24 tháng 2 năm 1976, Chính phủ Cách mạng Lâm thời Cộng hòa miền Nam Việt Nam ban hành Nghị định số 3/NQ/1976 về việc hợp nhất tỉnh Bạc Liêu và tỉnh Cà Mau thành một tỉnh mới, lấy tên là tỉnh Bạc Liêu – Cà Mau. Khi đó, xã Tân Hưng Tây và xã Việt Khái thuộc huyện Cái Nước, tỉnh Cà Mau – Bạc Liêu.
Ngày 10 tháng 3 năm 1976, Chính phủ ban hành Nghị quyết về việc thành lập tỉnh Minh Hải trên cơ sở đổi tên tỉnh Bạc Liêu – Cà Mau. Khi đó, xã Việt Khái và xã Tân Hưng Tây thuộc huyện Cái Nước, tỉnh Minh Hải.
Ngày 29 tháng 12 năm 1978, Hội đồng Chính phủ ban hành Quyết định số 326-CP về việc:
- Thành lập huyện Phú Tân thuộc tỉnh Minh Hải.
- Chuyển xã Việt Khái và xã Tân Hưng Tây thuộc huyện Cái Nước về huyện Phú Tân mới thành lập quản lý.

Ngày 25 tháng 7 năm 1979, Hội đồng Chính phủ ban hành Quyết định số 275-CP về việc:
- Chia xã Việt Khái thuộc huyện Phú Tân thành 3 xã: Việt Khái, Việt Hùng, Việt Thắng.
- Chia xã Tân Hưng Tây thuộc huyện Phú Tân thành xã Tân Hưng Tây và xã Tân Hải.

Ngày 17 tháng 5 năm 1984, Hội đồng Bộ trưởng ban hành Quyết định 75-HĐBT về việc:
- Sáp nhập huyện Phú Tân vào huyện Cái Nước.
- Đổi tên xã Việt Khái thuộc huyện Phú Tân thành xã Nguyễn Việt Khái thuộc huyện Cái Nước.
- Các xã Nguyễn Việt Khái, Việt Dũng, Việt Cường, Việt Thắng, Tân Hưng Tây, Tân Hải thuộc huyện Cái Nước.

Ngày 14 tháng 2 năm 1987, Hội đồng Bộ trưởng ban hành Quyết định số 33B-HĐBT về việc:
- Sáp nhập xã Việt Dũng vào xã Việt Khái.
- Sáp nhập xã Việt Cường vào xã Việt Hùng; tách một phần dân số và diện tích của xã Việt Hùng để sáp nhập vào xã Việt Thắng.
- Sáp nhập một phần dân số và diện tích của xã Việt Hùng để sáp nhập vào xã Việt Thắng.

Sau khi phân vạch, điều chỉnh địa giới hành chính:
- Xã Việt Khái có 3.968 hécta đất và 9.687 nhân khẩu.
- Xã Việt Hùng có 1.742 hécta đất và 5.140 nhân khẩu.
- Xã Việt Thắng có 3.779 hécta đất và 7.551 nhân khẩu.

Ngày 2 tháng 2 năm 1991, Ban Tổ chức – Cán bộ của Chính phủ ban hành Quyết định số 51/QĐ-TCCP về việc:
- Thành xã Tân Hưng Tây mới trên cơ sở xã Việt Hùng và xã Việt Khái.
- Thành lập xã Nguyễn Việt Khái trên cơ sở xã Tân Hải và xã Tân Hưng Tây cũ.
- Sáp nhập xã Việt Thắng vào xã Trần Thới.

Ngày 6 tháng 11 năm 1996, Quốc hội ban hành Nghị quyết về việc chia tỉnh  Minh Hải thành tỉnh Bạc Liêu  và tỉnh Cà Mau. Khi đó, xã Tân Hưng Tây thuộc huyện Ngọc Hiển, tỉnh Cà Mau.
Ngày 25 tháng 6 năm 1999, Chính phủ ban hành Nghị định số 42/1999/NĐ-CP về việc thành lập xã Việt Thắng thuộc huyện Cái Nước trên cơ sở có 3.865,27 ha diện tích tự nhiên và 10.300 nhân khẩu của xã Trần Thới.
Ngày 17 tháng 11 năm 2003, Chính phủ ban hành Nghị định số 138/2003/NĐ-CP về việc:
- Thành lập huyện Phú Tân thuộc tỉnh Cà Mau.
- Chuyển xã Việt Thắng thuộc huyện Cái Nước về huyện Phú Tân mới tái lập quản lý.

Ngày 23 tháng 11 năm 2004, Chính phủ ban hành Nghị định số 192/2004/NĐ-CP về việc thành lập xã Rạch Chèo thuộc huyện Phú Tân trên cơ sở 4.450 ha diện tích tự nhiên và 9.998 nhân khẩu của xã Tân Hưng Tây.
Tính đến ngày 31/12/2024:
- Xã Rạch Chèo có 5 ấp: Bào Thùng, Lê Năm, Rạch Chèo, Tân Nghĩa, Tân Thành Mới.
- Xã Tân Hưng Tây có 7 ấp: Cái Bát, Hưng Hiệp, Kiến Vàng, Quảng Phú, Tân Phú Thành, Thứ Vải A, Thứ Vải B.
- Xã Việt Thắng có 8 ấp: Bào Chấu, Dân Quân, Hiệp Thành, Kiến Vàng A, Kiến Vàng B, Má Tám, So Đũa, Tân Thành.

Ngày 12 tháng 6 năm 2025, Quốc hội ban hành Nghị quyết số 202/2025/QH15 về việc sắp xếp đơn vị hành chính cấp tỉnh (nghị quyết có hiệu lực từ ngày 12 tháng 6 năm 2025). Theo đó, sáp nhập tỉnh Bạc Liêu vào tỉnh Cà Mau.
Ngày 16 tháng 6 năm 2025, Ủy ban Thường vụ Quốc hội ban hành Nghị quyết số 1655/NQ-UBTVQH15 về việc sắp xếp các đơn vị hành chính cấp xã của tỉnh Cà Mau năm 2025 (nghị quyết có hiệu lực từ ngày 16 tháng 6 năm 2025). Theo đó, thành lập xã Nguyễn Việt Khái thuộc tỉnh Cà Mau trên cơ sở toàn bộ Thành lập Xã Nguyễn Việt Khái trên cơ sở nhập toàn bộ 42,3 km² diện tích tự 
nhiên, quy mô dân số là 14.666 người của xã Tân Hưng Tây thuộc huyện Phú Tân; toàn bộ 48,1 km² diện tích tự nhiên, quy mô dân số là 11.459 người của xã Rạch Chèo thuộc huyện Phú Tân và toàn bộ 39,5 km² diện tích tự nhiên, quy mô dân số là 11.182 người của xã Việt Thắng thuộc huyện Phú Tân.
Xã Nguyễn Việt Khái có 129,9 km² diện tích tự nhiên và quy mô dân số là 37.307 người.